# Rue Porte de la Monnaie
La rue porte de la Monnaie est située à Bordeaux, dans le département de la Gironde en région Nouvelle-Aquitaine.

## Situation et accès
La rue débute quai de la Monnaie et se termine place Léon-Duguit et rue du Hamel.

## Origine du nom
Elle porte ce nom car l’Hôtel de la Monnaie était à une extrémité de la rue.

## Historique
La rue porte de la Monnaie se dénommait initialement « rue des Arlots », pendant la domination anglaise, Harlot signifiant en anglais une prostituée.
Cette appellation se trouve déjà dans un acte de 1317, puis au milieu du XIVe siècle avec la « rua deüs Harlots ». Cette « rue des Arlots » est citée dans un manuscrit en latin, elle est alors décrite « comme une rue étroite, partant de la grave de la rivière ».
Après trois siècles passés sous le gouvernement anglais, Bordeaux redevient française en 1453, le terme infamant d'Harlot est supprimé, la voie est dénommée « rue anglaise ».
En 1757, l’Hôtel de la Monnaie est construit à une extrémité de la rue. Par ailleurs, les jurats de Bordeaux acceptent la proposition de l’intendant Tourny d'édifier la Porte de la Monnaie, celle-ci est construite entre janvier 1758 et juillet 1759. L'hôtel de la Monnaie et la porte de la Monnaie sont construits par l'architecte entrepreneur Jean Alary d'après les plans de l'architecte André Portier. La construction de ces deux équipements publics s'accompagne d'un agrandissement de la rue avec la réalisation de nouvelles habitations certaines d'après les plans d'André Portier. La nouvelle dénomination est alors « grande rue de la Monnoye », puis « rue de la Monnaie » et enfin en 1901, elle devient « rue porte de la Monnaie ».